# Jacques I. (Monaco)

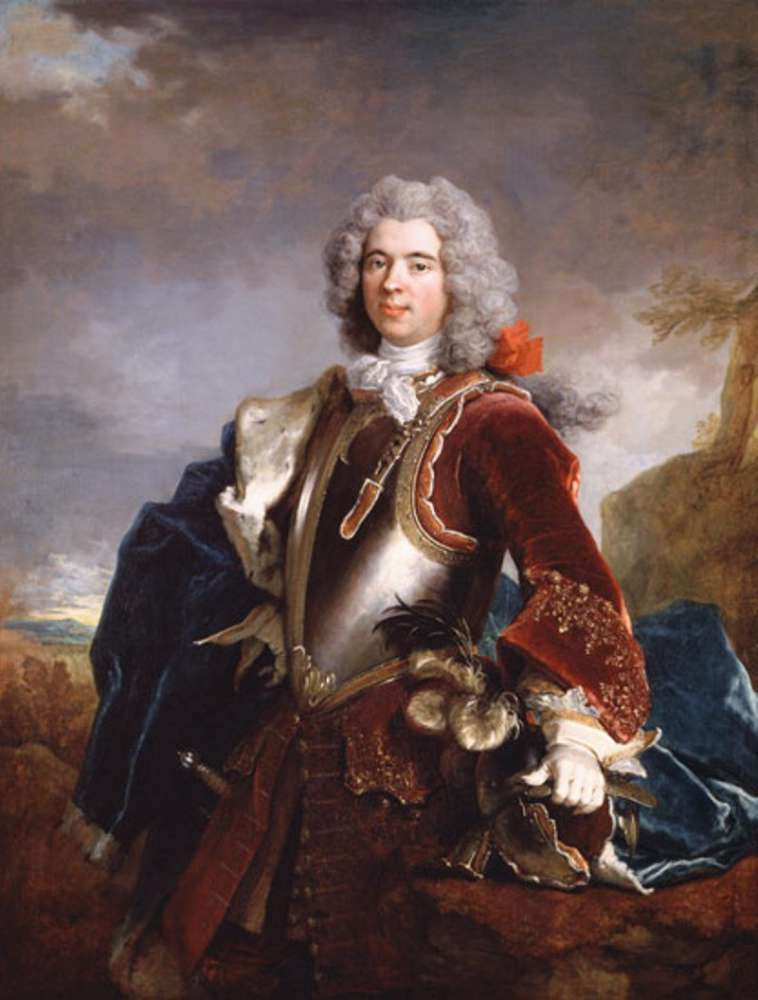
Fürst Jacques I. von Monaco

Jacques I., mit vollem Namen Jacques François Léonor Goyon (* 21. November 1689; † 23. April 1751) regierte in den Jahren 1731–1733 als Fürst von Monaco.
Jacques war der Sohn von Jacques III. Goyon de Matignon, Graf von Thorigny und Graf von Matignon, und seiner Ehefrau Charlotte Goyon, Tochter seines Bruders.
Damit entstammte Jacques normannischem Adel (Matignon liegt unweit von Saint-Malo), wobei die Herren von Matignon, wie die übrigen französischen Adligen auch, sich dem absolutistischen System des Sonnenkönigs Ludwig XIV. fügen mussten. In dieser Lage traf es sich für die Herren von Matignon gut, dass am entgegengesetzten Ende Frankreichs Antoine I., der Fürst von Monaco, seine Erbprinzessin Louise-Hippolyte verehelichen wollte. Dem 24-jährigen Jacques bot sich damit die Aussicht auf die Herrschaft über ein souveränes Fürstentum, zugleich sah die französische Krone hier eine Gelegenheit, den eigenen Einfluss auf Monaco auszudehnen, das noch im 17. Jahrhundert weitgehend von Spanien abhängig gewesen war.
Jacques heiratete am 20. Oktober 1715 die monegassische Erbprinzessin Louise-Hippolyte, gut 7 Wochen nach dem Tod Ludwigs XIV., dem dessen Urenkel, der 5-jährige Ludwig XV., auf dem Thron gefolgt war, dessen erste Amtshandlung die Mitunterzeichnung des Ehevertrags zwischen Jacques und Louise Hippolyta war. Jacques und Louise hatten insgesamt neun Kinder:

## Kinder
1. Antoine Charles Marie Grimaldi (1717–1718), Markgraf von Baux und Graf von Matignon.
2. Charlotte Thérèse Nathalie Grimaldi, Mademoiselle de Monaco (1719–1790), Nonne.
3. Honoré Camille Léonor Grimaldi (1720–1795), Fürst von Monaco.
4. Charles Marie Auguste Grimaldi (1722–1749), Graf von Carladés und von Matignon.
5. Jacques Grimaldi (1723)
6. Louise Françoise Grimaldi (1724–1729), Mademoiselle des Baux.
7. François Charles Grimaldi (1726–1743), Graf von Thorigny.
8. Charles Maurice Grimaldi (14. Mai 1727 – 18. Januar 1798), Graf von Valentinois; 1749 mit Marie Christine de Rouvroy vermählt.
9. Marie Françoise Thérése Grimaldi (1728–1743), Mademoiselle d'Estouteville.

Das Paar hielt sich, während Antoine I. in Monaco regierte, in Paris auf, wo Jacques das Hôtel Matignon (heute Sitz des französischen Premierministers), dessen Bau 1722 vom Maréchal von Montmorency bei dem Architekten Jean Courtonne in Auftrag gegeben worden war, von diesem käuflich erwarb und nach seinem Geschlecht benennen ließ.
Am 20. Februar 1731 starb Fürst Antoine I., seine Tochter Louise Hippolyta reiste am 4. April 1731 nach Monaco, wo sie ihr Erbe antrat und begeistert empfangen wurde. Ihr Mann dagegen, der nachfolgte, war als Landfremder wenig beliebt. Louise Hippolyta starb bereits am 29. Dezember desselben Jahres an den Pocken, woraufhin sich Jacques mit heftigem Widerstand in der Bevölkerung Monacos konfrontiert sah, sodass er schließlich nachgeben musste und im Mai 1732 seinem Schwager Antoine Grimaldi die Herrschaft überließ (die offizielle Abdankung datiert allerdings erst auf den 7. November 1733), während er selbst sich mit seinem Sohn Honoré an den Versailler Hof bzw. in sein Pariser Palais zurückzog, wo er die letzten 18 Jahre seines Lebens verbrachte.